# 여명 (배우)
여명(중국어 정체자: 黎明, 광둥어: lai4 ming4 라이밍; 아명(兒名)은 여첩(黎捷, lai4 zit6, 라이찟); 영문명 Leon Lai; 1966년 12월 11일 ~ )은 홍콩의 영화배우, 가수이다.

## 생애
1966년 중화인민공화국 베이징에서 중국계 인도네시아인 아버지와 베이징 출신의 어머니 사이에서 출생하였으며 지난날 한때 중화인민공화국 광둥성 메이저우 시 메이 현에서 잠시 유아기를 보낸 적이 있고 그 후 중화인민공화국 광둥성 광저우에서 잠시 유년기를 보낸 적이 있는 그의 학력은 고졸이다. 그가 4세 때 그의 부모는 이혼하였고 그는 1973년에 아버지를 따라 홍콩으로 이주하였다. 15세 때 영국에 유학했고, 18세(1984년) 때 홍콩으로 돌아왔다. 1986년 홍콩 TV 제5기 탤런트 가수 대회를 통해 가수로 데뷔하였다.
1990년대 유덕화, 장학우, 곽부성과 함께 홍콩 4대천왕으로 불리며 홍콩을 넘어 아시아 전역에서 큰 인기를 모았다.
1990년 홍콩의 '빗 속의 만남'이라는 정식앨범을 발매한 이후 많은 수의 앨범들을 발매하고, 1998년 소니뮤직으로 이적하여 10여장의 정규앨범으로 인지도를 끌어올리고, 소니뮤직과의 계약만료 이후 2004년 7월 28일에 임건악과 함께 A Music(에이뮤직/東亞唱片製作有限公司)을 공동으로 창립하였다.
2010년 이후에는 자신의 소속가수들의 홍보와 뮤직비디오 업로드 오디션인 아이스타영상대제전의 심사위원과 중국의 차이니즈 갓 텔런트 시즌 4의 심사위원으로 활동하기 위해 자신의 새로운 앨범을 발표하지 않고 있다.

## 음반

### 정규 음반
- Leon (광동어) (1990년) - 발매 : 폴리그램 홍콩, 유통 : 폴리그램 코리아
- Best of Leon Lai (광동어) (1992년) - 발매 : 폴리그램 홍콩, 유통 : 폴리그램 코리아
- Chateau De Reve(광동어) (1993년) - 발매 : 폴리그램 홍콩, 유통 : 폴리그램 코리아
- Love of Heaven and Earth(광동어/국어) (1994년) - 발매 : 폴리그램 홍콩, 유통 : 폴리그램 코리아
- Difficult to Find Love(국어) (1995년) - 발매 : 폴리그램 홍콩, 유통 : 폴리그램 코리아
- Perhaps(광동어) (1996년) - 발매 : 폴리그램 홍콩, 유통 : 폴리그램 코리아
- The World of Leon Lai(한국어/광동어/국어) (1997년) - 발매 : 폴리그램 홍콩, 유통 : 폴리그램 코리아
- The Movie OST of Leon Lai(광동어) (1998년) - 발매 : 폴리그램 홍콩, 유통 : 폴리그램 코리아
- After Loving You (한국어) (1998년) - 발매 : 에이뮤직, 유통 : 포이보스
- I Love You So Much (한국어/광동어/국어) (1998년) - 발매 : 소니뮤직 홍콩, 유통 : 소니뮤직 코리아
- City of Glass OST (한국어/광동어/국어) (1998년) - 발매 : 소니뮤직 홍콩, 유통 : 소니뮤직 코리아
- If I Can See You Again (한국어/광동어/국어) (1998년) - 발매 : 소니뮤직 홍콩, 유통 : 소니뮤직 코리아
- Leon Now (한국어/광동어/국어) (1999년) - 발매 : 소니뮤직 홍콩, 유통 : 소니뮤직 코리아
- Love Like a Fool(광동어/국어) (1999년) - 발매 : 폴리그램 홍콩, 유통 : 유니버설 뮤직 코리아
- You Are My Friend(한국어/광동어/국어) (2000년) - 발매 : 소니뮤직 홍콩, 유통 : 소니뮤직 코리아
- Peking Station(광동어/국어) (2000년) - 발매 : 소니뮤직 홍콩, 유통 : 소니뮤직 코리아
- Hey(광동어/국어) (2001년) - 발매 : 소니뮤직 홍콩, 유통 : 소니뮤직 코리아
- Homework(광동어/국어) (2002년) - 발매 : 소니뮤직 홍콩, 유통 : 소니뮤직 코리아
- Dawn(광동어/국어) (2004년) - 발매 : 에이뮤직, 유통 : 동아창편집단공사
- Dawn 2nd Album(광동어/국어) (2004년) - 발매 : 에이뮤직, 유통 : 동아창편집단공사
- Love & Promise(광동어/국어) (2004년) - 발매 : 에이뮤직, 유통 : 동아창편집단공사
- Love & Promise 2nd Album(광동어/국어) (2004년) - 발매 : 에이뮤직, 유통 : 동아창편집단공사
- Long Lasting Love(광동어) (2005년) - 발매 : 에이뮤직, 유통 : 동아창편집단공사
- A Story(국어) (2005년) - 발매 : 에이뮤직, 유통 : 동아창편집단공사
- A Story 2nd Album(광동어/국어) (2005년) - 발매 : 에이뮤직, 유통 : 동아창편집단공사
- Looking(광동어/영어) (2006년) - 발매 : 에이뮤직, 유통 : 동아창편집단공사
- 4 In Love(광동어/국어) (2007년) - 발매 : 에이뮤직, 유통 : 동아창편집단공사
- It Is Me(광동어/국어) (2008년) - 발매 : 에이뮤직, 유통 : 동아창편집단공사
- Fireworks(광동어/국어) (2010년) - 발매 : 에이뮤직, 유통 : 동아창편집단공사

### 콘서트 음반
- Neon & Leon Live(광동어) (1995년) - 발매 : 폴리그램 홍콩, 유통 : LG 소프트 (비디오테이프로만 출시)
- Leon Live is Live Concert (한국어/광동어/국어) (2001년) - 발매 : 에이뮤직, 유통 : Star Universe Music
- Leon Crazy Classic Concert(광동어) (2005년) - 발매 : 에이뮤직, 유통 : 동아창편집단공사
- Leon Dream Wedding Concert(영어/광동어/국어) (2009년) - 발매 : 에이뮤직, 유통 : 동아창편집단공사
- Leon X U Concert(광동어/국어) (2012년) - 발매 : 에이뮤직, 유통 : 동아창편집단공사

### 디지털 싱글 음반
- X DEC 11(광동어/국어) (2012년)
- I can forget to you (국어) (2013년)
- I never dead fool (광동어) (2016년)
- Deep words have not drink NESCAFE (광동어) (2017년)
- I am sorry that I love NESCAFE (광동어)(2017년)

## 출연 영화
- 신투차세대
- 쓰리
- 쌍웅
- 시티헌터(1992)
- 불초자열혈남아(1994)
- 타락천사(1995)
- 첨밀밀(1996)
- 유리의 성(1998)
- 소살리토(2000)
- 천사몽(2001) - 성진/ 딘 역
- 쓰리(2002)
- 무간도3 : 종극무간(2003)
- 칠검(2005)
- 동경의 달빛(2005)
- 사랑에서 영혼으로(2007)
- 연의 황후(2008)
- 매란방(2008)
- 8인: 최후의 결사단(2009) - 걸인 역
- 건국대업(2009)
- 발렌타인 데이
- 화룡 대결(2010)
- 프로즌 (2010) - 위란과 함께 출연
- 초한지 천하대전(2012)
- 군자도(2012)
- 일야경희(2013)
- 화룡대결(2014)
- 주전(2014)
- 시티 헌터(2015)
- 양귀비: 왕조의 여인(2015)
- 불속지객(2015)
- 야공작(2015)
- 더 시크릿(2016)
- 실종: 택시 납치 사건(2016)
- 주전: 와인전쟁(2017) - 윌리 역